# Anna Winiarska
Anna Winiarska z d. Sokołowska (ur. 23 lutego 1915 w Hucie Gogołowskiej) – polska superstulatka, obecnie jest najprawdopodobniej najstarszą żyjącą osobą w Polsce (nie licząc Jadwigi Żak-Stewart, której wiek jest kwestionowany i nie został potwierdzony przez światową organizację Gerontology Research Group).
Jest najstarszą mieszkanką Podkarpacia i drugą najstarszą Polką, mieszka w Hucie Gogołowskiej.
Anna Winiarska przyszła na świat 23 lutego 1915 r. w Hucie Gogołowskiej pod numerem domu 22, jako córka Józefa (ur. 08.03.1880 r. - zm. 05.05.1940 r.) i Karoliny z Gruszeckich (ur. 05.12.1891 r. - zm. 27.01.1951 r.). Rodzice pobrali się 22.11.1911 r. w kościele p.w. św. Katarzyny Aleksandryjskiej w Gogołowie. Anna miała sześcioro rodzeństwa - Sylwestra (ur. 28.10.1912 r. - zm.?), Salomeę (ur. 10.12.1919 r. - zm. ?), Zofię (ur. 08.03.1922 r. - zm.), Tadeusza, Stanisława i Antoniego.
Anna Sokołowska poślubiła w dniu 21.11.1935 r. w kościele p.w. św. Katarzyny Aleksandryjskiej w Gogołowie Józefa Winiarskiego (ur. 13.07.1911 r. w Hucie Gogołowskiej - zm. 16.12.1998 r. w Hucie Gogołowskiej), syna Franciszka i Józefy z d. Boroń. Razem doczekali się czworga dzieci, obecnie żyje tylko najmłodszy syn Kazimierz (ur. 1950), który opiekuje się matką wraz z żoną Stanisławą. Ma 17 wnucząt, 27 prawnucząt oraz 14 praprawnucząt. Całe swoje życie pracowała na roli, zajmowała się domem oraz dziećmi. Szczególnie uwielbiała swój mały ogródek, w którym pielęgnowała kwiaty.